# Sophie Louise Holck-Winterfeldt
Sophie Louise grevinde Holck-Winterfeldt, født komtesse Ahlefeldt (14. november 1736 i Risby, død 13. december 1793 på Frederiksborg Slot) var en dansk adelsdame.
Hun var datter af grev Adam Christopher Ahlefeldt og Margrethe Sophie von Holstein og blev 1763 gift med gehejmeråd, grev Gustav Frederik Holck-Winterfeldt til baroniet Wintersborg. I sin enkestand blev hun overhofmesterinde hos enkedronning Juliane Marie og 1785 dekanesse for Vallø Stift, hvor hun dog aldrig opholdt sig.